# 원플러스 10 프로
원플러스 10 프로 5G(영어: OnePlus 10 Pro 5G)는 원플러스가 제조한 안드로이드 스마트폰이다. 원플러스 9 프로의 뒤를 이어, 이 전화기는 하셀블라드와 함께 개발된 업그레이드된 카메라도 특징이다.